# Kutyapozíció

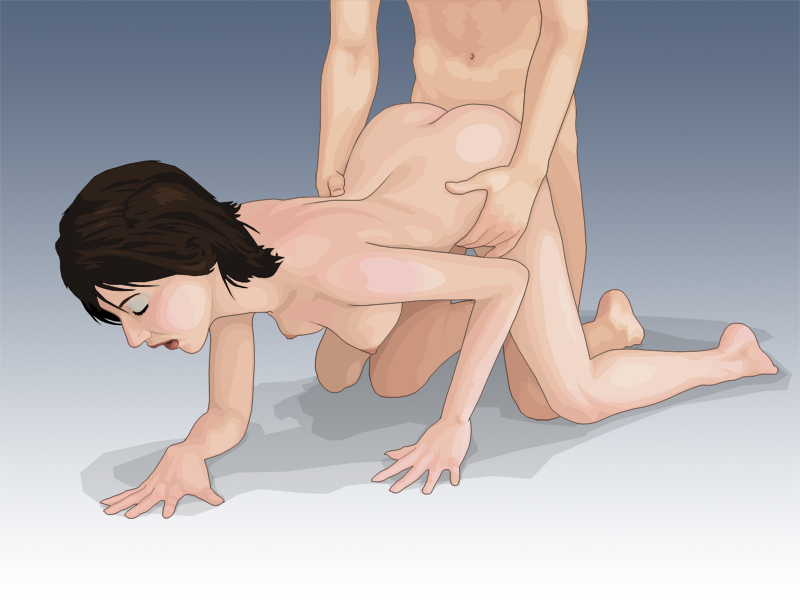
A kutyapozíció

A kutyapozíció az a szexpozíció, amikor a férfi hátulról behatol a négykézláb elhelyezkedő nőbe (homoszexualitás esetén férfiba). A kutyapozíció mély behatolást biztosít. Ilyenkor a férfinél van az irányítás.

## Eredete
A behatolásnak ez a módja az egész élővilágban természetes, természeti népeknél jelenleg is szokásos. Az emberi (előlről) történő behatolás csak azoknál az élőlényeknél lehetséges, amelyek képesek egyenesen állni. Ilyenek a Homo erectus óta létrejött emberfajok, a Homo Sapiensnél is főként az europid csoportok.
A hüvely elhelyezkedését meghatározó tényező az, hogy szülőútként szolgál; ebben a tekintetben  létfontosságú. Ugyanis a húgyhólyag és a végbél között anatómiailag a törzs hossztengelyének irányában kell elhelyezkednie, vagy kissé előre kell állnia, hogy a nő a magzatát egészségesen világra hozhassa. Következményként ez teszi lehetővé, hogy az elülső és a hátulsó behatolás egyaránt lehetséges és eredményes. Az a közhiedelem, hogy létezik G-pont, amely ilyenkor fokozott ingerlést kap, orvosilag mind a mai napig nem bizonyított; bár érzelmileg alighanem inspiráló. Ezzel szemben a női szervezetnek éppúgy van hátulsó ingerterülete, mint a férfitestnek, a gát (perineum) felülete, amely épp ilyenkor kap ingerlést. A női szervezet a mellékelt ábra szerint önkéntelenül behúzza a hasát (nem feltétlenül akaratlagosan), mert ettől a hüvely optimális helyzetbe kerül. Ugyancsak ez a behatolási mód teszi lehetővé a hüvelytornác ingerlését (kissé pontatlanul a női magömlésnek nevezett jelenséget). 
Mindkét esethez hozzájárul, hogy az emberré válás alatt elvesztettük testszőrzetünk jelentős részét, ezzel vizuálisan vonzóbbá vált az emberi test.